# Strednica
Strednica (1129 m n. m.) je nejvyšším bodem Podtatranské brázdy. Nachází se 3 km západně od Ždiaru a 4 km východně od Tatranské Javoriny na území okresu Poprad (Prešovský kraj). Na severu sousedí s horou Príslop (1214 m, oddělena sedlem Pod Príslopom) ve Spišské Maguře, na jihu s horou Javorinka (1505 m, oddělena bezejmenným sedlem) v Belianských Tatrách. Západní svahy spadají do údolí Javorinky, východní do údolí Bielé. Vrchol je porostlý lesem a neposkytuje žádný výhled.

## Přístup
Na vrchol je možné vystoupit po neznačené lesní cestě ze sedla Pod Príslopom.